# Питер де Хох
Питер де Хох (хол. Pieter de Hooch; крштен 20. новембра 1629. у Ротердаму — сахрањен 24. марта 1684. у Амстердаму) био је један од познатијих холандских сликара 17. века.

## Биографија
Питер де Хох рођен је 1629. године у радничкој породици у Ротердаму. Наводи се да је у периоду од 1646. до 1652. студирао у Делфту код Николаса Берхема, познатог холандског сликара пејзажа. Де Хох је, као и већина других холандских сликара овог периода, поред сликања морао да пронађе и други начин да заради за живот. У архивским документима није забележено да ли је Де Хох код трговца платном Јустуса де ла Гранжа радио као слуга или као сликар у замену за смештај и храну. У мају 1654. оженио се сестром сликара Хендрика ван дер Бурха, Јанеће ван дер Бурх (хол. Jannetje van der Burch), са којом је имао седморо деце. Следеће године постао је члан занатског удружења "Свети Лука" у Делфту, удружења које је, између осталог, окупљало сликаре, вајаре, трговце уметнинама, гравере. Јоханес Вермер је у овом периоду, такође, био члан овог удружења.. Око 1661. Де Хох напушта Делфт и одлази у Амстердам где остаје до краја живота. О његовом животу у Амстердаму нема много података. Дуго се сматрало да је преминуо у душевној болници у Амстердаму, међутим, на основу евиденције дате болнице установљено је да је преминули заправо његов син, који се такође звао Питер.

## Дела
Прва дела Питера де Хоха најчешће приказују војнике и сељаке у шталама и конобама. Слике овог типа, које приказују свакодневни живот, данас се често називају жанр-сцене. Де Хох је у приказима ових сцена посебно обраћао пажњу на светлост и амбијент. Средином педесетих година све чешће приказује сцене из породичног живота, нарочито жене, деце и кућних помоћница. За ове радове специфична је мирна атмосфера, игре светлости и ефекат пространог и прозрачног простора. Такође, карактеристично је приказивање других просторија у позадини. Шездесетих година, након селидбе у Амстердам, почиње да слика породичне портрете у раскошним ентеријерима са мермерним подовима и високим плафонима. Ентеријери се доста разликују од скромног амбијента приказаних током његовог живота у Делфту. Током овог периода, Де Хох слика прецизније, користи хладније тонове, ефекат светлости је наглашенији. На ову промену у стилу је највероватније утицао број значајних сликара из Амстердама и других градова. Честе теме његових слика овог периода су елегантна окупљања група жена и мушкараца, картање, читање писама. Крајем седамдесетих и почетком осамдесетих година уочљив је пад квалитета његових дела.

## Галерија
- Двориште куће у Делфту, 1658
- Жена припрема хлеб и маслац за дечака, 1661
- Породични портрет у раскошном ентеријеру, 1663
- Жена гули јабуке, 1663
- Две жене поред ормара за постељину, са дететом, 1663
- Дечак доноси хлеб, 1663